# Казарин, Виктор Николаевич
Виктор Николаевич Казарин (род. 10 марта 1960, Раевский, Башкирская АССР) — российский политический деятель, депутат Государственной думы пятого созыва (2010—2012). 

## Биография
Образование: 1983 г. – Уфимский нефтяной институт, 1998 г. – Российская академия государственной службы при Президенте Российской Федерации. Учёная степень: кандидат экономических наук.
В 1994 году стал первым заместителем главы администрации города Новый Уренгой, а в 1997 году назначен заместителем губернатора Ямало-Ненецкого автономного округа по функционированию систем жизнеобеспечения, транспорту и связи. В 2001 и 2005 гг. Новый Уренгой дважды выбирает его главой администрации города.

### Депутат госдумы
2 апреля 2010 года стал депутатом госдумы 5-го созыва, получив освободившийся мандат Натальи Комаровой.
Заместитель Председателя Законодательного Собрания Ямало-Ненецкого автономного округа, председатель Комитета по экономической политике, бюджету и финансам, руководитель депутатской фракции Всероссийской политической партии «Единая Россия».